# Transformers Decepticons
Transformers Decepticons es un videojuego de acción y aventura basado en la película de imagen real Transformers, de 2007. Es una versión exclusiva de Nintendo DS del videojuego Transformers: The Game, pero sigue una historia diferente y se centra únicamente en la perspectiva de los Decepticons. El juego fue desarrollado por Vicarious Visions junto con Transformers Autobots, que sigue la historia de los Autobots; los dos juegos comparten algunas similitudes básicas, pero en general presentan diferentes personajes, misiones y ubicaciones. Ambos juegos fueron publicados por Activision el 19 de junio de 2007, recibiendo críticas mixtas a positivas.

## Jugabilidad
Transformers Decepticons consta de cuatro ubicaciones virtuales, entornos semidestructibles y enemigos en forma de policías locales y Transformers opuestos (en este caso, Autobots). Solo se pueden destruir coches y otros robots. Los "niveles de peligro" indican el alcance del ataque al que se enfrenta el personaje del jugador en función de la cantidad de destrucción que perpetran. Los puntos brillantes en el mapa indican marcadores de misión, que vienen en dos variedades: veintitrés misiones de historia, que avanzan la historia del juego, y treinta y cuatro misiones de desafío, para que los jugadores prueben sus habilidades. El juego también presenta un ligero elemento RPG en forma de XP, que se obtiene al destruir enemigos y completar misiones, lo que aumenta constantemente los niveles de los jugadores (hasta 20), desbloquea nuevas habilidades y aumenta las estadísticas. Si bien un número selecto de misiones permite a los jugadores tomar el control de cinco de los Decepticons que aparecen en la película, durante la mayor parte del juego, el jugador controlará a "Create-A-Bot", un Transformer genérico personalizable cuya forma de vehículo puede ser determinada por el jugador escaneando cualquiera de los más de treinta y siete vehículos que se encuentran en las distintas ubicaciones del juego.
En comparación con la versión Autobots, donde se enfatiza la protección de los humanos, la versión Decepticons fomenta la destrucción y la extiende al juego. La primera misión en Tranquility se trata de eliminar 3 autos de policía contra la contraparte de Autobots de eliminar cuidadosamente a los enemigos y evitar que aumente el medidor de búsqueda. La versión Decepticons incluso ofrece una nueva forma de ganar XP simplemente destruyendo los vehículos de los humanos en modo libre.
Los juegos utilizan la conexión Wi-Fi de Nintendo para la campaña en línea "AllSpark Wars", que enfrenta a los jugadores de las dos versiones diferentes del juego. Los jugadores pueden descargar un nuevo desafío especial para un solo jugador cada día y ganar puntos al completarlo. Luego, su puntaje se carga en un servidor al final del desafío y el lado con más puntos al final del día (Autobots o Decepticons) gana la "batalla". El primer bando en ganar siete batallas gana la "guerra" general y comienza una nueva guerra.

## Argumento
Starscream envía a su protegido, el "Create-A-Bot", a la Tierra para ayudar a Barricade a investigar una débil señal de Decepticon que recibieron. Después de que Create-A-Bot se someta a una verificación básica de los sistemas, bajo la coordinación de Barricade, se encuentran con un grupo de Autobots en el área, incluido el Create-A-Bot de Transformers Autobots, a quien destruye. Luego lo llaman a Tranquility y se le asigna la tarea de ayudar a Barricade a encontrar al Autobot Bumblebee, que tiene información sobre Megatron, y a quien descubren se ha enterado de un artículo de noticias sobre un "hombre de metal gigante" congelado que se encuentra en el Ártico. El Create-A-Bot luego transmite esta información a Starscream, quien lo alienta a ganarse la confianza de Barricade. Mientras Create-A-Bot distrae a la policía local, Barricade encuentra y lucha contra Bumblebee, lo derrota y recupera la información de él. Se revela que una organización militar humana llamada Sector 7 tenía a Megatron encarcelado en una base en el Ártico, pero lo trasladó a un lugar desconocido, y que un archivo llamado "Proyecto: Hombre de Hielo" tiene información sobre la ubicación actual de Megatron.  
Luego, Blackout y Create-A-Bot se dirigen a una base militar SOCCENT en Catar, donde se encuentran con Brawl, quien ayuda a Create-A-Bot a atacar el aeródromo como una distracción, mientras que Blackout corta las comunicaciones y piratea la red humana para encontrar el archivo "Proyecto: Hombre de Hielo". El Autobot Ratchet aparece con refuerzos, pero es derrotado y huye de Create-A-Bot, quien transmite la información que encontraron a Starscream, el cual le informa que Megatron y la Chispa Vital AllSpark están en la Tierra, Megatron la siguió hasta aquí hace años. Starscream alienta a Create-A-Bot a no decirle a nadie que la Chispa Vital está en la Tierra, alegando que quiere asegurarla y evitar tener que pelear con alguien más por ella.   
De vuelta en Tranquility, Blackout descubre que el Sector 7 ha instalado defensas automatizadas hechas con la tecnología de Megatron en toda la ciudad, las cuales Create-A-Bot destruye, mientras que Barricade usa la planta de energía de la ciudad para obtener suficiente energía para descifrar el archivo. Después de que Brawl protege los generadores de la planta del Sector 7, Optimus Prime llega a la Tierra con más Autobots. Create-A-Bot los distrae para darle a Barricade más tiempo, culminando con él derrotando a Bumblebee y dejándolo capturado por el Sector 7. Barricade luego se entera de que el "hombre de hielo" descrito en el archivo es Megatron, quien está retenido en la Presa Hoover. Los Decepticons atacan la presa, Brawl destruye varios satélites de comunicación y coloca bombas como plan de contingencia, mientras que Starscream ordena al Create-A-Bot que mate a Megatron antes de que Barricade pueda revivirlo. Preocupado por estas órdenes, Create-A-Bot se las transmite a sus compañeros Decepticons, quienes se dan cuenta de que Starscream quiere asegurar la Chispa Vital para asegurarse de que nadie pueda desafiarlo. Mientras tanto, Barricade ataca una base militar cerca de la presa y encuentra una forma de entrar después de enterarse de que el Sector 7 unió fuerzas con los Autobots. Con la ayuda de Blackout, Barricade se infiltra en la presa y descubre que el Sector 7 ha mantenido congelado a Megatron para estudiar su tecnología, antes de descongelarlo.   
Con Megatron vivo y liderando a los Decepticons una vez más, jura matar a Starscream por su traición y da un discurso inspirador a sus seguidores, antes de que Brawl llegue con la noticia de que los Autobots han llevado la Chispa Vital AllSpark a Tranquility. Los Decepticons atacan la ciudad, aunque Megatron es emboscado por Jazz, quien se deshizo de las bombas que Brawl plantó antes, y a quien Megatron mata rápidamente después de una breve pelea. En Tranquility, los Decepticons matan a la mayoría de los Autobots, con Brawl derrotando a Ironhide y Starscream eliminando a Bumblebee. Blackout y Barricade luego intentan arrestar a Starscream, pero él los mata a ambos y escapa, a pesar del intento de Create-A-Bot de detenerlo. En otra parte, Megatron enfrenta y mata a Optimus, antes de que llegue Starscream y lo desafíe por el liderazgo de los Decepticons. Junto a Create-A-Bot, Megatron lo persigue hasta el casino donde el primero aterrizó en la Tierra. Create-A-Bot intenta matar a Starscream empujando la Chispa Vital en su pecho, hiriéndose mortalmente en el proceso, pero sin éxito. Megatron finalmente mata a Starscream por su cuenta, antes de ejecutar al Create-A-Bot herido, ya que ya no le es útil en su estado actual. Con la mayoría de sus tropas muertas, Megatron se transforma en un jet y vuela hacia el cielo nocturno, su destino desconocido.    

## Personajes
Transformers Decepticons cuenta con seis personajes controlables, todos Decepticons.    
- Create-A-Bot (con la voz original de Steven Blum, interpretado por Jesús Barreda[6] en el doblaje español): el personaje personalizado del jugador, que es un nuevo recluta Decepticon y el protegido de Starscream.
- Barricade (con la voz de Keith David, doblado por David García Vázquez[6] en España): el líder de un pequeño equipo Decepticon que investiga una señal Decepticon que se originó en la Tierra. Sirve como una figura mentora de Create-A-Bot y desea encontrar a Megatron y quitar a Starscream del poder. Se transforma en un coche de policía Ford Mustang Saleen S281E.
- Blackout (con la voz de Noah Nelson, Javier Gámir[6] en el doblaje): un miembro educado del equipo de Barricade que se convierte en un helicóptero Sikorsky MH-53 Pave Low.
- Brawl (con la voz de David Sobolov, doblado por[6] Iñaki Alonso): un miembro destructivo pero infantil del equipo de Barricade que se convierte en un tanque M1 Abrams modificado.
- Megatron (con la voz de Frank Welker y Miguel Ángel Montero[6] en el doblaje): el líder de los Decepticons, que quedó congelado en hielo después de rastrear la Chispa Vital AllSpark hasta la Tierra. Se transforma en un jet Cybertroniano.
- Starscream (con la voz de Daniel Ross, Leopoldo Ballesteros[6] en el doblaje): el segundo al mando de los Decepticons que busca encontrar la Chispa Vital AllSpark y convertirse en líder de los Decepticons. Se transforma en un jet Lockheed Martin F-22 Raptor.

## Recepción
Transformers Decepticons recibió un 66 sobre 100 en el agregador de reseñas Metacritic, lo que indica "críticas mixtas o promedio" con base en 26 reseñas. En cambio, logró una mejor valoración entre el público, obteniendo un 8,2 sobre 10 entre los usuarios. En GameRankings, el juego obtuvo un 67%.
Steven Hopper de GameZone le dio al juego un 7,5 sobre 10 y elogió el mundo abierto, la capacidad de cambiar a varios vehículos y el modo multijugador en Internet, aunque señaló su corta duración y combate repetitivo. Frank Provo de GameSpot calificó a Decepticons con un 6,5 sobre 10, describiendo al juego como "Grand Theft Auto con robots gigantes en lugar de mafiosos" y apreciando las actuaciones de voz y recolección de formas de vehículo, pero también criticó las misiones repetitivas y la corta duración. Phil Theobald de GameSpy le dio al juego tres estrellas y media sobre cinco, calificándolo de bueno, especialmente en comparación a sus versiones de consolas y PSP. Hizo observaciones similares a los demás críticos, alabando los modelos 3D de los robots y las actuaciones de voz, pero mencionando la repetitividad de las misiones.
Craig Harris de IGN puntuó al juego con un 6,8 sobre 10, afirmando que "definitivamente es divertido retozar por una ciudad como un robot, hacer zoom como un automóvil y volar como un avión... con la capacidad de cambiarlo sobre la marcha", pero señalando que "cuando se trata de luchar como el robot o el vehículo, [...] fracasa". Concluyó que "en última instancia, es una mejor experiencia [...] que los juegos de Traveller's Tales para consolas, pero eso no excusa por completo sus problemas".

## Secuelas
Al igual que su versión de consolas y su contraparte Autobot, una secuela del juego ha sido lanzada posteriormente basada en la secuela de la película, Transformers: La venganza de los caídos. Vicarious Visions regresó para desarrollar los dos juegos de DS. Un tercer juego basado en Transformers: El lado oscuro de la luna fue lanzado en junio de 2011, cerrando la trilogía, aunque estos últimos fueron desarrollados por Behaviour Interactive.  